# Templu roman

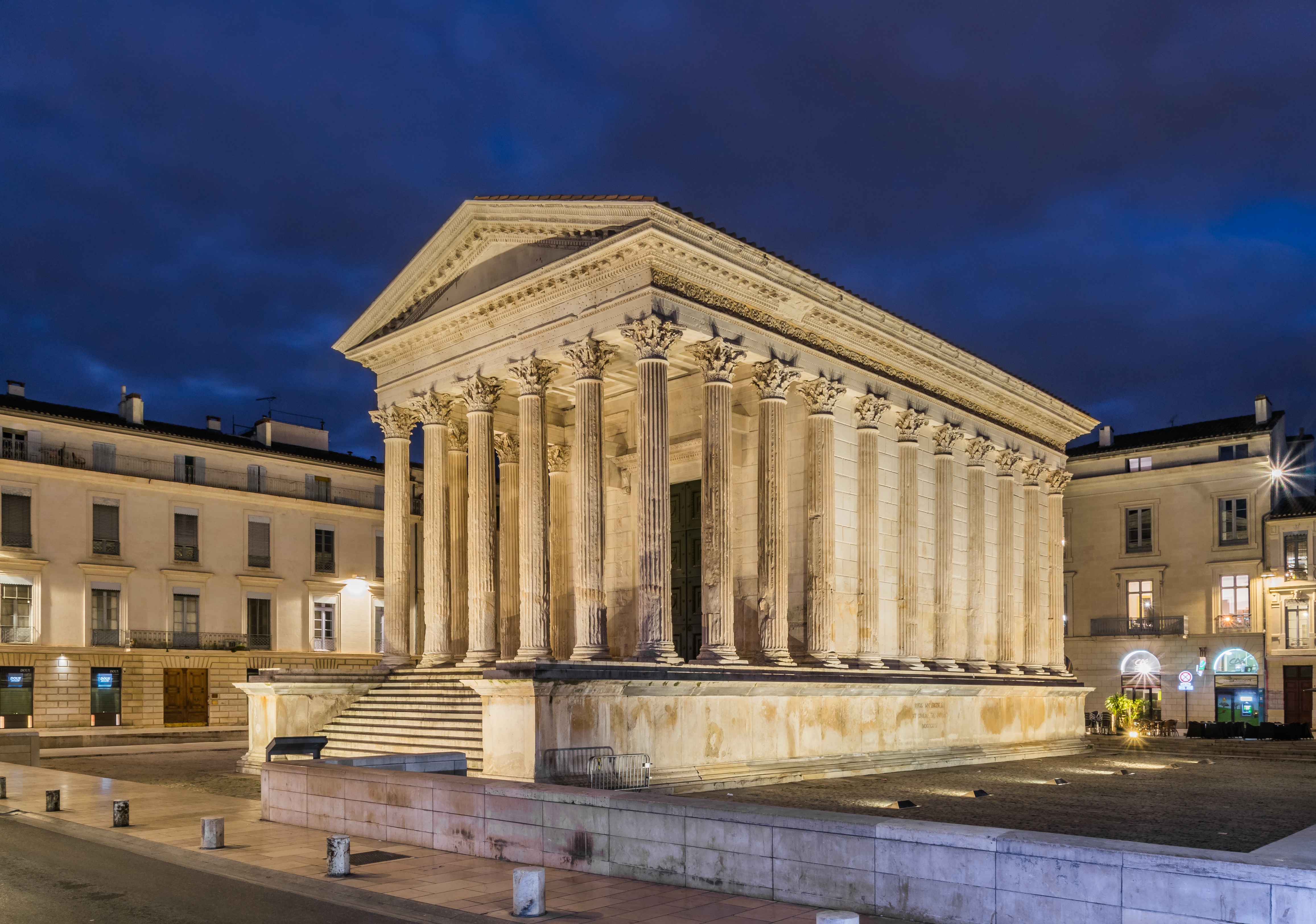
Maison Carrée din Nîmes (Franța), unul dintre cele mai bine conservate temple romane. E un templu augustan provincial al cultului imperial

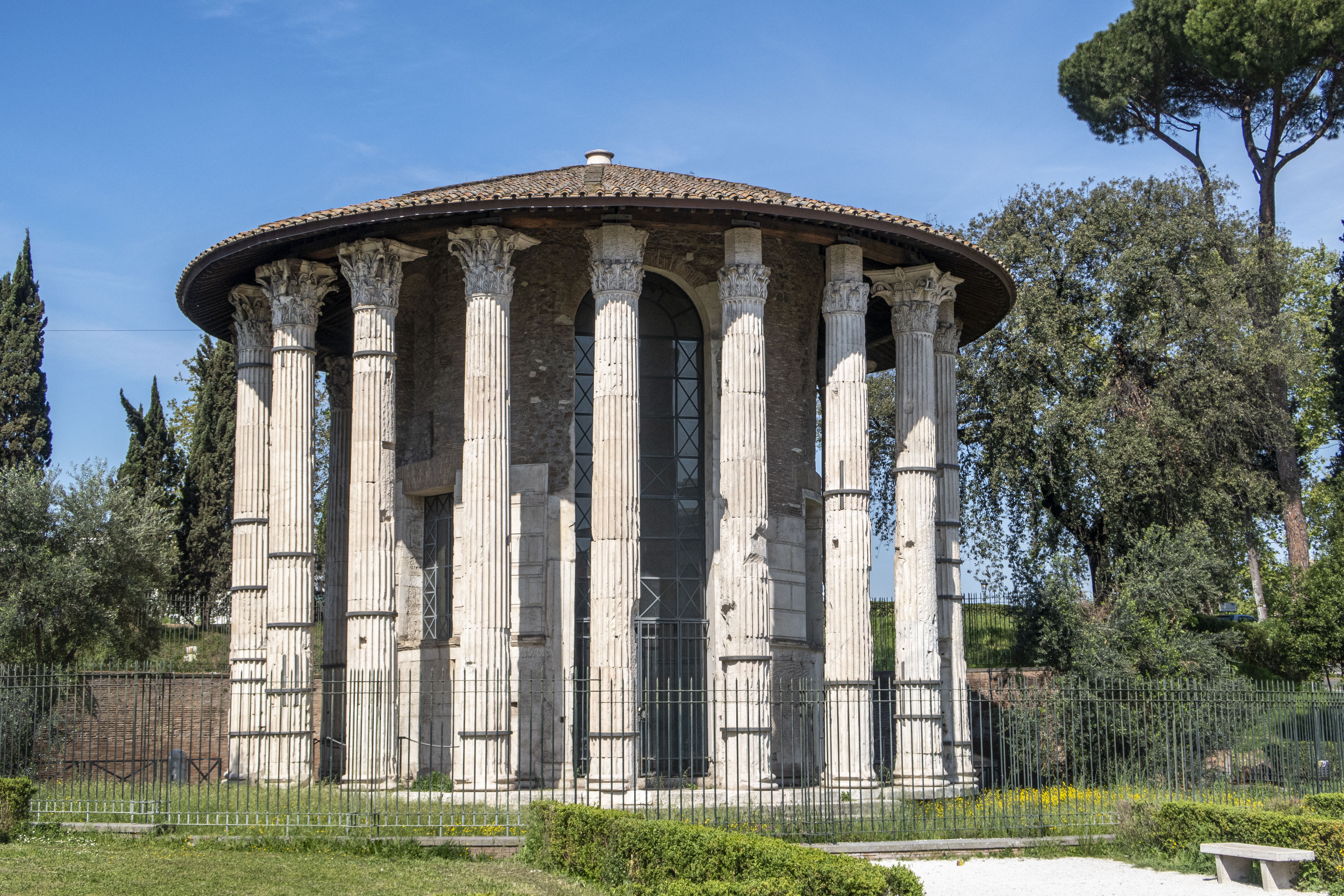
Templul Hercule Victor, în Forum Boarium (Roma); antablamentul s-a pierdut și acoperișul mai târziu

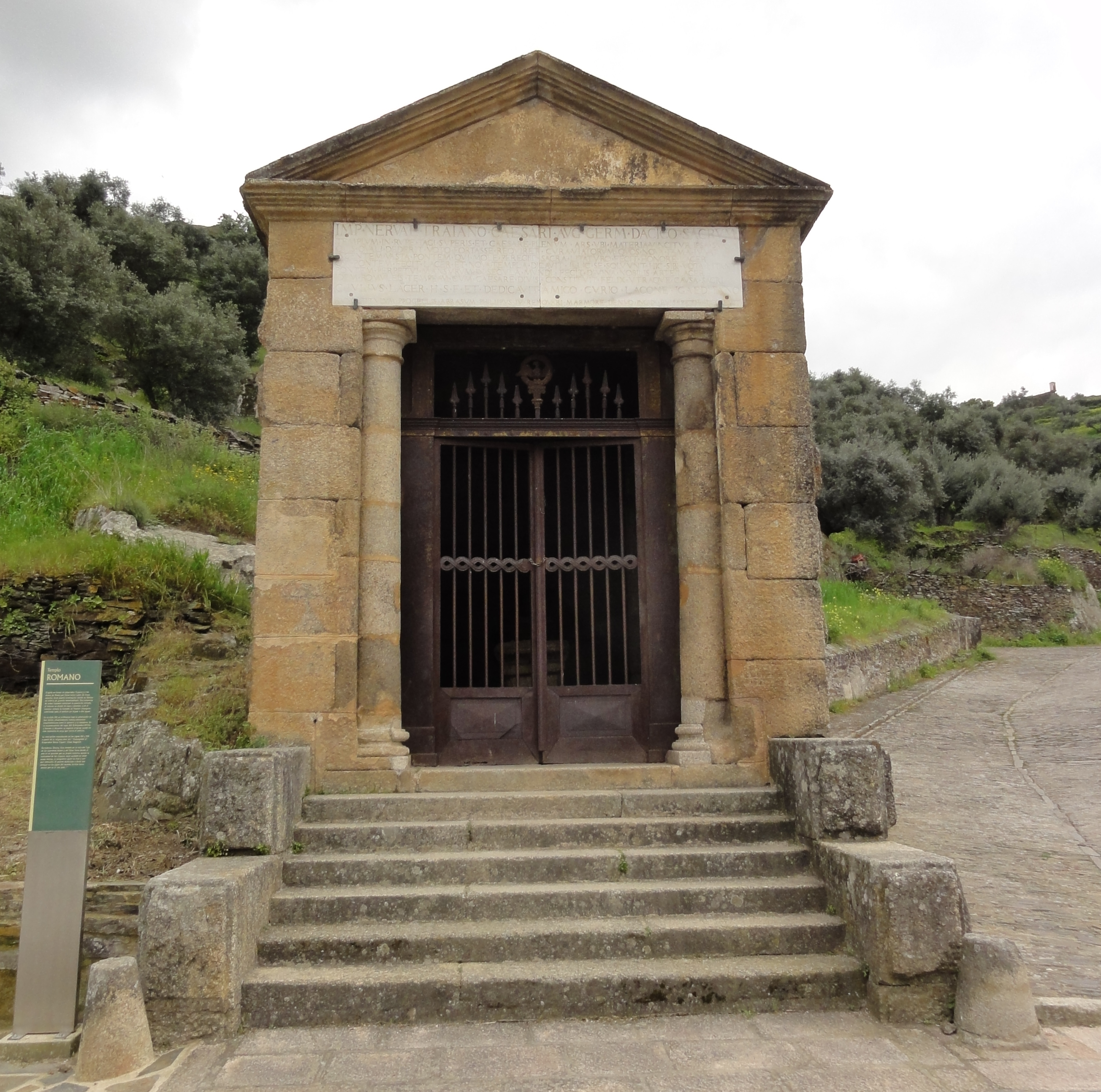
Templul roman din Alcántara, în Spania, min templu votiv construit cu un pod important sub Traian

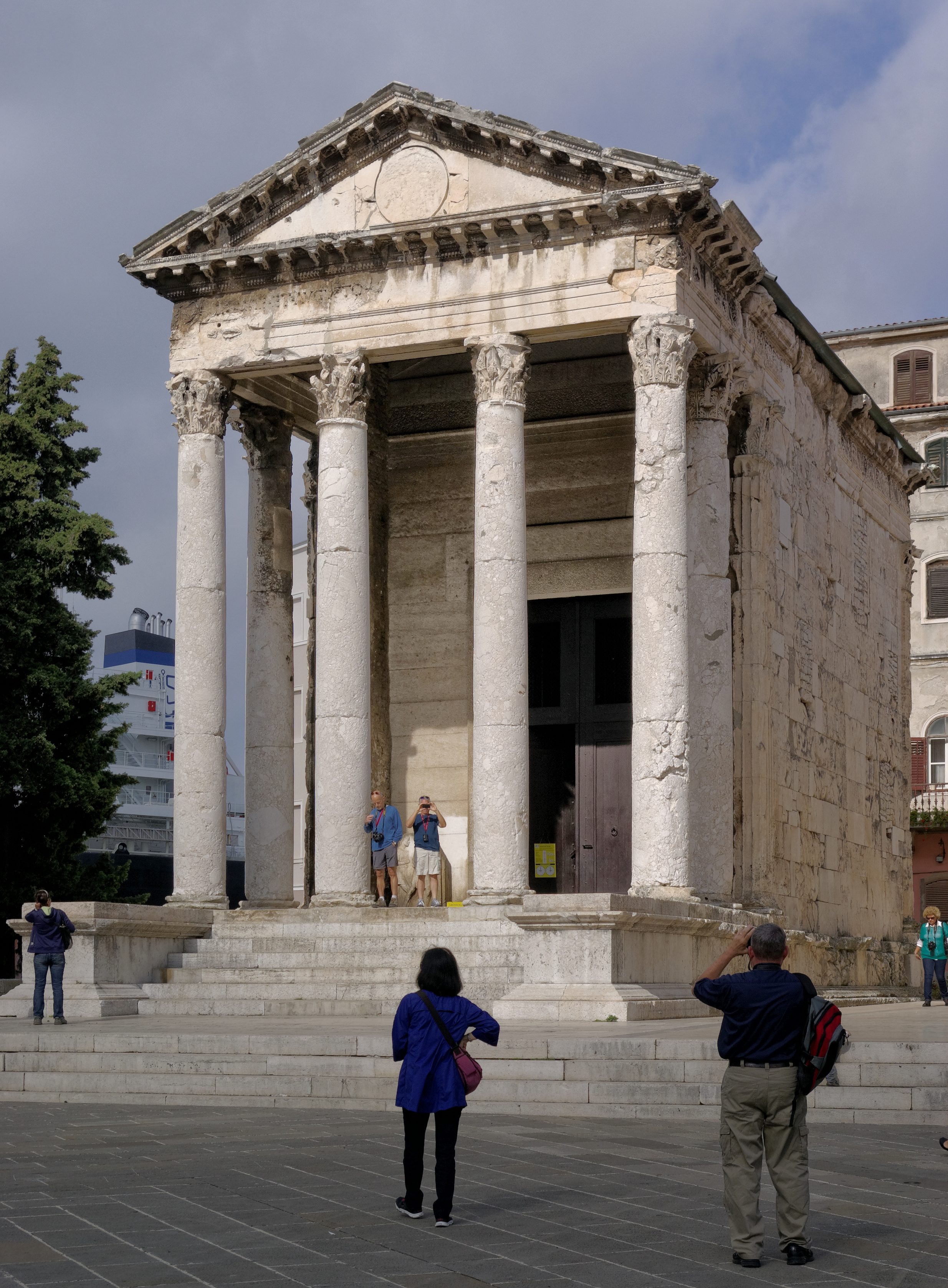
Templul lui Augustus din Pula (Croația), un templu timpuriu al cultului imperial

Templele romane antice erau printre cele mai importante clădiri ale culturii romane și unele dintre cele mai bogate clădiri din arhitectura romană, chiar dacă doar câteva exemplare supraviețuiesc în orice fel de stare completă. Astăzi ele rămân „cel mai evident simbol al arhitecturii romane”. Construirea și întreținerea lor a fost o parte majoră a religiei romane antice și toate orașele de orice importanță aveau cel puțin un templu principal, precum și altare mai mici. Camera principală (naosul) găzduia imaginea de cult a zeității căreia i-a fost dedicat templul și, adesea, o masă pentru ofrande suplimentare sau libații și un mic altar pentru tămâie. În spatele naosului se afla o cameră sau niște camere folosite de îngrijitorii templului pentru depozitarea diverselor lucruri folosite și a ofrandelor. Închinătorul obișnuit intra rareori în naos și majoritatea ceremoniilor publice erau făcute în afara locului unde se afla altarul de sacrificiu, pe portic, cu o mulțime adunată în incinta templului.
Cel mai comun plan arhitectural avea un templu dreptunghiular ridicat pe un podium înalt, cu un front clar cu un portic în partea de sus a treptelor și un fronton triunghiular deasupra coloanelor. Părțile laterale și posterioare ale clădirii aveau un accent arhitectural mult mai mic și de obicei nu aveau intrări. Au existat, de asemenea, planuri circulare, în general cu coloane peste tot, iar în afara Italiei au existat multe compromisuri cu stilurile locale tradiționale. Forma romană a templului s-a dezvoltat inițial din templele etrusce, ele însele influențate de cele grecești, cu o influență directă puternică ulterioară din Grecia.
Ceremoniile religioase publice ale religiei oficiale romane aveau loc în aer liber și nu în interiorul templului. Unele ceremonii erau procesiuni care începeau de la, vizitau sau se terminau la un templu sau un altar, unde un obiect ritualic putea să fie depozitat și scos în folosință sau unde ar fi depusă o ofrandă. Sacrificiile, în principal ale animalelor, aveau loc la un altar în aer liber din templu; adesea pe una dintre extensiile înguste ale podiumului spre latura treptelor. Mai ales sub Imperiu, cultele străine exotice au câștigat adepți la Roma și au fost religii locale în părți mari ale Imperiului extins. Ele aveau adesea practici foarte diferite, unii preferând lăcașuri de cult subterane, în timp ce alții, printre care și primii creștini, venerau în case.
Unele rămășițe ale multor temple romane încă supraviețuiesc, mai ales în Roma însăși, totuși relativ puținele exemple aproape complete au fost aproape toate transformate în biserici creștine (și unele mai târziu în moschei), de obicei un timp considerabil după triumful inițial al creștinismului sub Constantin. Declinul religiei romane a fost relativ lent, iar templele în sine nu au fost însușite de guvern până la un decret al împăratului Honorius din 415. Bazilica Santi Cosma e Damiano din Forumul Roman, inițial Templul lui Romulus, nu a devenit o biserica până în 527. Cel mai cunoscut e Panteonul din Roma, care, totuși, este extrem de atipic, fiind un templu circular foarte mare, cu un acoperiș de beton magnific, în spatele unui portic frontal convențional.

## Termeni
Cuvântul românesc „templu” derivă din latinescul templum, care inițial nu era clădirea în sine, ci un spațiu sacru observat și trasat ritualic. Arhitectul roman Vitruvius folosește mereu cuvântul templum pentru incinta sacră și nu la clădire. Cele mai frecvente cuvinte latinești pentru un templu sau altar erau sacellum (un altar mic sau o capelă), aedes, delubrum și fanum (în articolul ăsta, cuvântul românesc „templu” se referă la oricare dintre aceste clădiri, iar cuvântul latin templum la incinta sacră).

## Arhitectura
Forma templului roman e derivată în principal din modelul etrusc, dar la sfârșitul Republicii a existat o trecere la folosirea stilurilor grecești clasice și elenistice, fără prea multe schimbări în caracteristicile cheie ale formei. Etruscii erau un popor din nordul Italiei, a căror civilizație a fost la apogeu în secolul al VII-lea î.Hr.. Ei erau deja influențați de arhitectura greacă timpurie, astfel încât templele romane erau distincte, dar cu trăsături etrusce și grecești. Templelor supraviețuitoare (atât celor grecești, cât și celor romane) le lipsesc statuia pictată care decora laturile acoperișului, și antefixele elaborate de teracotă colorată, care însuflețeau antablamentul.
Templele etrusce și cele romane au accentuat partea din față a construcției, care urma modelele templului grec și constau de obicei din trepte largi care duceau la un portic cu coloane, un pronaos și, de obicei, cu un fronton triunghiular deasupra, care era umplut cu statui dintre cele mai mărețe exemple, făcute la fel de des din teracotă ca din piatra, supraviețuind exemplare doar sub forma de fragmente. Mai ales în perioadele anterioare, ar putea să fie așezate statui suplimentare pe acoperiș, iar antablamentul decorat cu antefixe și alte elemente, toate fiind pictate în culori vii. Cu toate astea, spre deosebire de modelele grecești, care, în general, acordau un tratament egal tuturor laturilor templului, care pot să fie vizualizate și abordate din toate direcțiile, zidurile laterale și posterioare ale templelor romane pot să fie în mare parte nedecorate (ca la Panteonul din Roma sau la Templul roman din Vic), inaccesibil prin trepte (ca la Maison Carrée și la Templul roman din Vic), și chiar în spatele altor clădiri. La fel ca la Maison Carrée, coloanele laterale ar putea să fie jumătăți de coloane, ieșind din („angajate” în terminologia arhitecturală) perete.
Platforma pe care se așeza templul era ridicată de obicei mai sus în exemplele etrusce și romane decât în cele grecești, cu până la 10, 12 sau mai multe trepte, mai degrabă decât cele trei tipice templelor grecești; Templul lui Claudius a fost ridicat cu 20 de trepte. Treptele astea erau în mod normal doar în partea din față și, de obicei, nu pe întreaga lățime a acestuia. Ar putea să fie sau nu posibil să te plimbi prin exteriorul templului în interior (Templul lui Hadrian) sau în afara colonadei sau cel puțin în josul părților laterale. Descrierea modelelor grecești folosite aici e o generalizare a idealurilor clasice grecești, iar clădirile elenistice ulterioare adesea nu le reflectă. De exemplu, „Templul lui Dionis” de pe terasa de lângă teatrul de la Pergamon (ionic, secolul II î.Hr., pe un deal), avea multe trepte în față și nu avea coloane dincolo de portic. Partenonul, de asemenea pe un deal, probabil avea multe trepte largi în apropierea frontului principal, urmat de o zonă plană înainte de ultimele trepte.
După eclipsarea modelelor etrusce, ordinele clasice grecești în toate detaliile lor au fost urmărite îndeaproape la fațadele templelor romane, la fel ca la alte clădiri de prestigiu, odată cu adoptarea directă a modelelor grecești aparent în jurul anului 200 î.Hr., sub sfârșitul Republicii. Dar diferențele distinctive în aranjamentul general al templelor între stilul etrusco-roman și cel grecesc, așa cum am subliniat mai sus, au fost păstrate. Cu toate astea, proporțiile idealizate dintre diferitele elemente din ordinele stabilite de singurul scriitor roman semnificativ de arhitectură care a supraviețuit, Vitruvius și scriitorii renascentiști italieni subsecvenți, nu reflectă practica romană reală, care ar putea să fie foarte variabilă, chiar dacă vizează mereu echilibrul și armonia.  Urmând o tendință elenistică, ordinul corintic și varianta sa, ordinul compozit, au fost cele mai frecvente în templele romane supraviețuitoare, dar pentru templele mici ca cel din Alcántara ar putea să fie folosit un ordin toscan simplu. Vitruvius nu recunoaște ordinul compozit în scrierile sale și acoperă ordinul toscan doar ca etrusc; scriitorii renascentiști le-au formalizat de la observarea clădirilor supraviețuitoare.

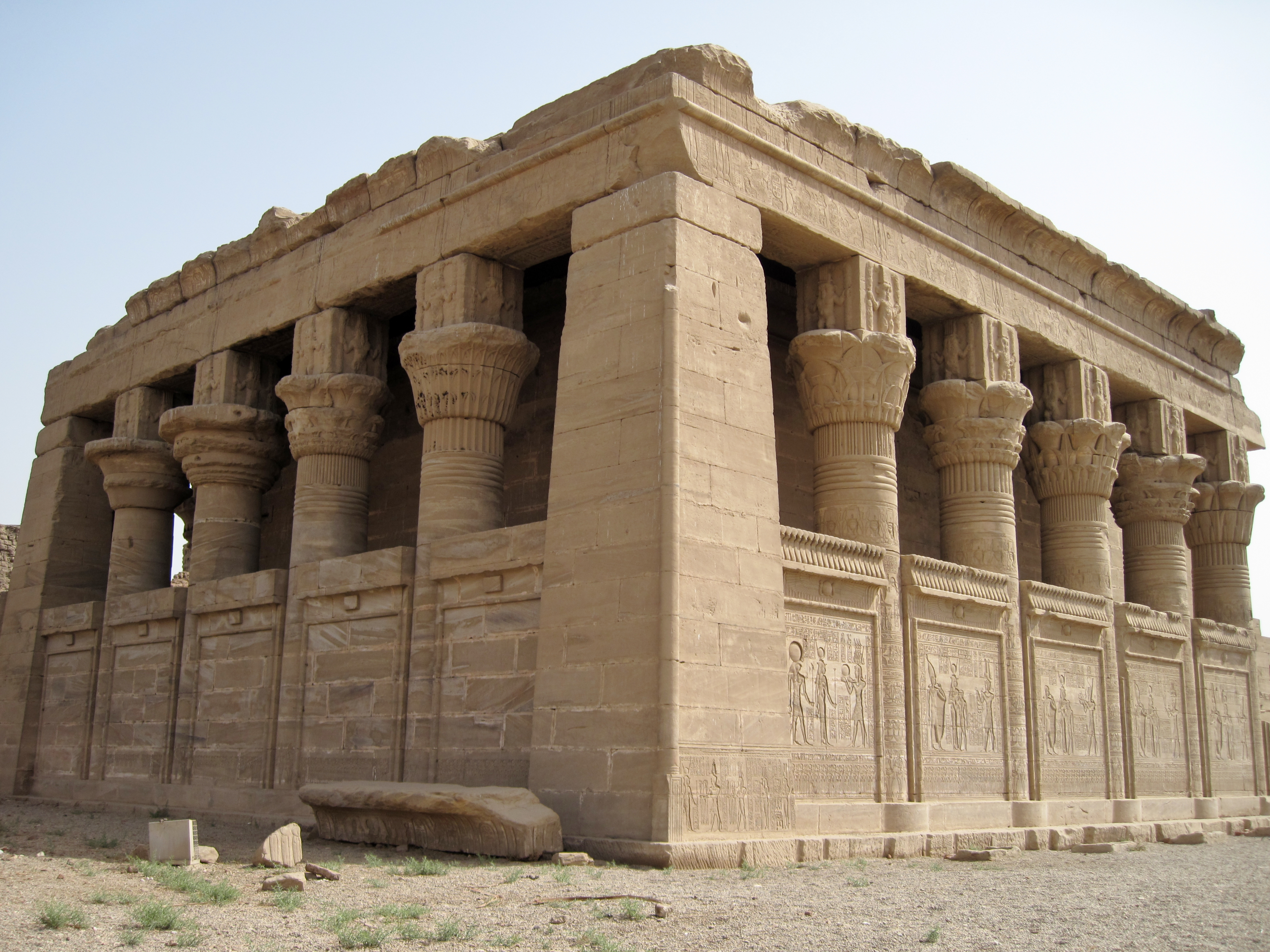
Un mammisi roman sau o capelă adăugată Templului din Dendera, folosind stilul tradițional de templu egiptean

Partea din față a templului purta în mod obișnuit o inscripție care spunea cine a construit templul, tăiată în piatră cu o secțiune „V”. Textul era umplut cu vopsea viu colorată, de obicei stacojie sau roșie. La marile monumente imperiale, literele erau făcute din plumb și bătute în cuie, apoi pictate sau aurite. Ele au dispărut de multă vreme, dar arheologii pot să le reconstruiască, în general, din găurile de fixare, iar unele au fost recreate și puse la loc.
A existat o variație locală considerabilă în stil, pentru că arhitecții romani au încercat de multe ori să încorporeze elemente pe care populația le aștepta în arhitectura sa sacră. Ăsta a fost cazul mai ales în Egipt și Orientul Apropiat, unde diferite tradiții ale templelor mari din piatră erau deja vechi de mii de ani. Templul romano-celtic era un stil simplu, folosind de obicei puțină piatră, pentru templele mici găsite în Imperiul de Vest și, de departe, cel mai comun tip din Anglia romană, unde erau de obicei pătrate, cu un deambulatoriu. De obicei îi lipsea oricare dintre trăsăturile clasice distinctive și ar fi putut să aibă o continuitate considerabilă cu templele preromane ale religiei celtice.

## Planurile circulare

„Templul lui Venus” din Baalbek, din spate

Templele romano-celtice erau adesea circulare, iar templele circulare de diferite feluri erau construite de romani. Modelele grecești erau disponibile în sanctuarele de tipul tolos și în alte clădiri, ca săli de adunare și cu diverse alte funcții. Templele zeiței Vesta, care erau de obicei mici, aveau de obicei forma asta, ca cele din Roma și Tivoli (vezi lista), care au supraviețuit parțial. La fel ca Templul lui Hercule Victor din Roma, care a fost probabil proiectat de un arhitect grec, templele astea supraviețuitoare aveau o colonadă neîntreruptă care înconjura construcția și un podium jos în stil grecesc.
Au fost urmate diferite formule la Panteonul din Roma și la un mic templu din Baalbek (numit de obicei „Templul lui Venus”), unde ușa se află în spatele unui portic complet, chiar dacă sunt folosite modalități foarte diferite de a face acest lucru. În Panteon doar porticul are coloane, iar intersecția exterioară „complet inconfortabilă” a porticului și naosului circular e adesea criticată. La Baalbek, un portic larg, cu un fronton de spargere, este asortat de alte patru coloane în jurul clădirii, cu arhitrava în secțiuni curbate, fiecare dintre ele încheindu-se într-o proiecție susținută de o coloană.
La Praeneste (Palestrina modernă) în apropiere de Roma, un imens complex de pelerinaj din secolul I î.Hr. a condus vizitatorii pe mai multe niveluri cu clădiri mari pe un deal abrupt, înainte să ajungă în cele din urmă la sanctuarul în sine, o clădire circulară mult mai mică.

## Caesareum

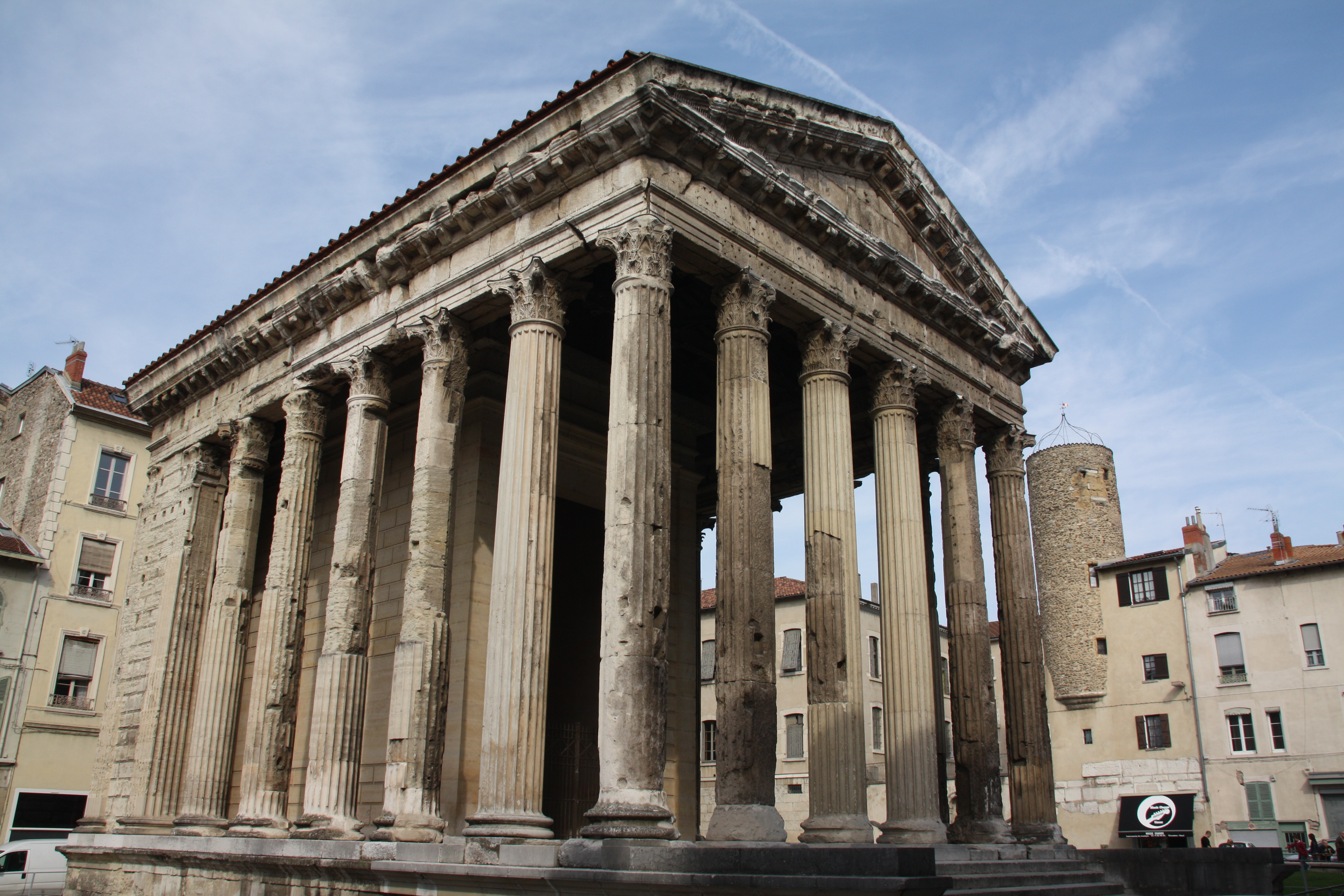
Templul cultului imperial din Vienne

Un caesareum era un templu dedicat cultului imperial. Caesarea erau amplasate în tot Imperiul Roman și de multe ori finanțate de guvernul imperial, având tendința de a înlocui cheltuielile statului pentru noi temple către alți zei și devenind principalul sau singurul templu mare din noile orașe romane din provincii. Ăsta a fost cazul templelor din Évora, Vienne și Nîmes, care au fost extinse de către romani sub numele de coloniae din oppida celtică la scurt timp după cucerirea lor. Templele imperiale plătite de guvern foloseau de obicei stiluri convenționale romane în tot imperiul, indiferent de stilurile locale văzute în templele mai mici. În orașele romane nou planificate, templul era în mod normal plasat central la un capăt al forumului, de multe ori orientat spre bazilică la celălalt.
În orașul Roma, un caesareum era situat în incinta religioasă a Fraților Arval. În 1570, a fost documentat că încă conține nouă statui ale împăraților romani în nișele arhitecturale. Majoritatea împăraților anteriori aveau propriile temple foarte mari în Roma, dar o economie șovăitoare a însemnat că construirea de noi temple imperiale a încetat mai ales după domnia lui Marcus Aurelius (mort în 180), chiar dacă Templul lui Romulus din Forumul Roman a fost construit și dedicat de împăratul Maxentius fiului său Valerius Romulus, care a murit în copilărie în 309 și a fost zeificat.
Unul dintre cele mai vechi și mai proeminente dintre caesarea a fost Caesareumul Alexandriei, situat în port. A fost început de Cleopatra a VII-a din Dinastia Ptolemeică, ultimul faraon al Egiptului Antic, ca să-l cinstească pe iubitul ei mort Iulius Cezar, apoi convertit de August la propriul său cult. În secolul al IV-lea, după ce Imperiul a intrat sub stăpânirea creștină, a fost transformat într-o biserică.

## Influență

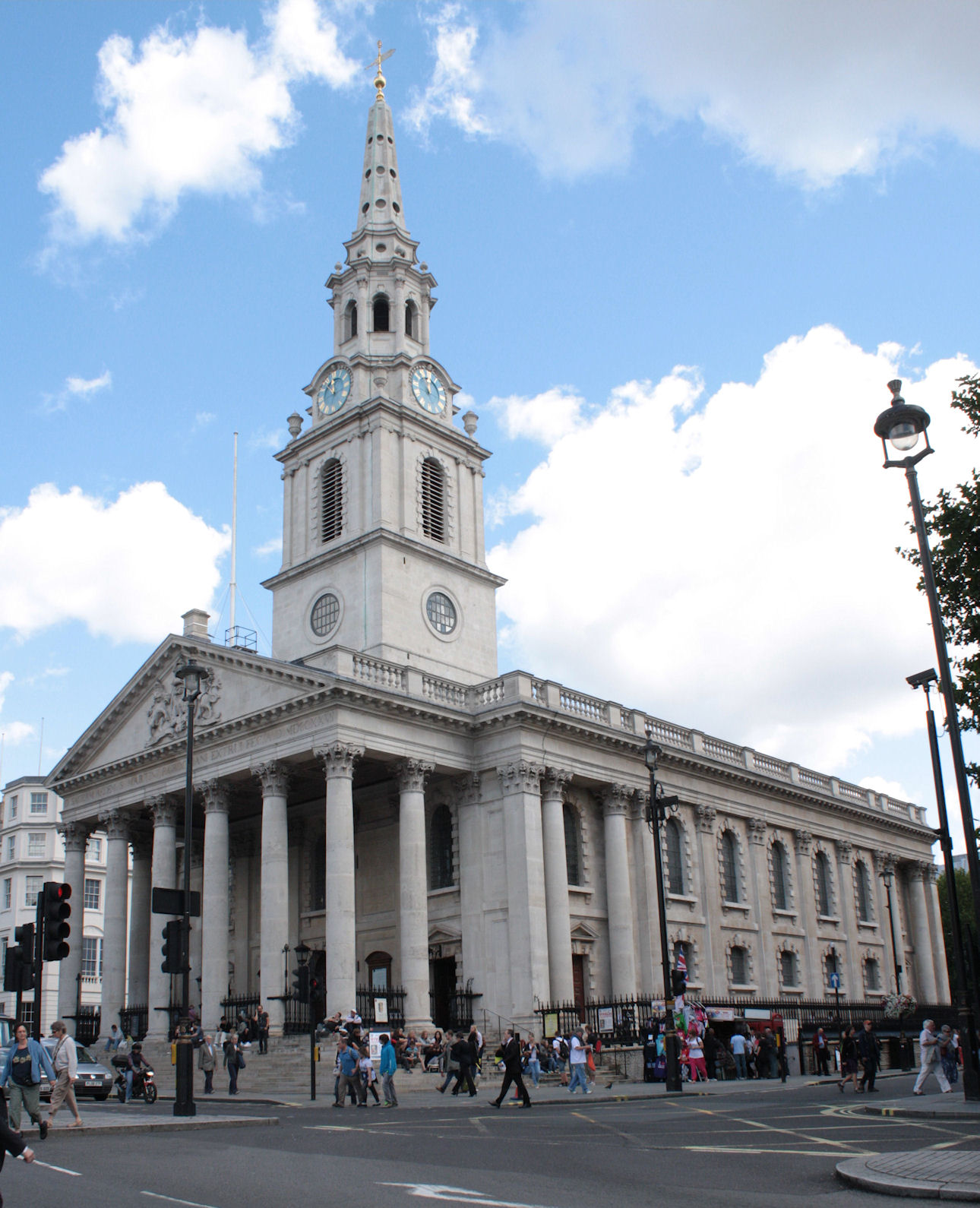
Biserica Saint Martin in the Fields din Londra (1720), de James Gibbs

Adaptarea etrusco-romană a modelului de templu grec de a pune accentul principal pe fațada din față și de a lăsa celelalte laturi ale clădirii să se armonizeze cu ea doar atât cât circumstanțele și bugetul permit au fost adoptate, în general, în arhitectura neoclasică și în alte stiluri derivate din clasicism. Fronturile astea ale templelor cu coloane și un fronton sunt foarte frecvente pentru intrarea principală a clădirilor mărețe, dar adesea flancate de aripi mari sau amplasate în curți. Flexibilitatea asta a permis ca frontul templului roman să fie folosit la clădiri realizate pentru o mare varietate de scopuri. Colonada nu mai poate să fie împinsă înainte cu un portic de pronaos și nu poate să fie ridicată deasupra solului, dar forma esențială rămâne aceeași. Printre mii de exemple se numără Casa Albă, Palatul Buckingham și Bazilica Sfântul Petru din Roma; în ultimii ani frontul templului devenind la modă în China.
Arhitecții renascențiști și de mai târziu au elaborat modalități de a adăuga armonios cupole ridicate, turnuri și turle deasupra unor fronturi de temple cu porticuri, lucru pe care romanii l-ar găsi ciudat. Frontul templului roman rămâne o trăsătură familiară a arhitecturii moderne timpurii în tradiția occidentală, dar, chiar dacă e foarte frecvent folosit pentru biserici, și-a pierdut asocierea specifică cu religia pe care o avea la romani. În general, adaptările ulterioare nu au culorile originalului și, chiar dacă pot să existe sculpturi care să umple frontonul în exemplele mărețe, statuile romane care erau puse deasupra laturilor acoperișului sunt foarte rar reproduse.
Variațiile temei, în mare parte de origine italiană, includ: Bazilica Sant'Andrea din Mantua (Italia), 1462 de Leon Battista Alberti, care a luat un arc de triumf roman cu patru coloane și a adăugat un fronton deasupra; Bazilica San Giorgio Maggiore din Veneția început în 1566, de Andrea Palladio, care are două fronturi de temple suprapuse, unul jos și lat, celălalt înalt și îngust; Vila Rotonda, 1567, tot de Palladio, cu patru fronturi de temple izolate pe fiecare parte a unui dreptunghi, cu o cupolă centrală mare. În arhitectura barocă, două fronturi de temple, adesea de ordin diferit, suprapuse unul peste altul, au devenit extrem de comune pentru bisericile catolice, de multe ori cu cel mai sus fiind susținut de volute uriașe pe fiecare parte. Lucrul ăsta poate să fie văzut dezvoltându-se la Il Gesù din Roma (1584), Biserica Sfânta Susanna din Roma (1597), Santi Vincenzo e Anastasio a Trevi (1646) și Val-de-Grâce din Paris (1645). Vilele paladiene din Veneto includ numeroase variații ingenioase și influente pe tema frontului de templu roman.
Un model arhetipic pentru bisericile din arhitectura georgiană a fost stabilit de Biserica Saint Martin in the Fields din Londra (1720), de James Gibbs, care a adăugat cu îndrăzneală fațadei un portic de templu clasic de la capătul de vest al unei clopotnițe mari cu unui turn, ieșit ușor în afara fațadei principale. Formula asta a șocat puriștii și străinii, dar a devenit acceptată și copiată pe scară largă, în Anglia și în colonii, exemple fiind Biserica Sfântul Andrei din Chennai (India) și Capela Sfântul Pavel din New York (1766).

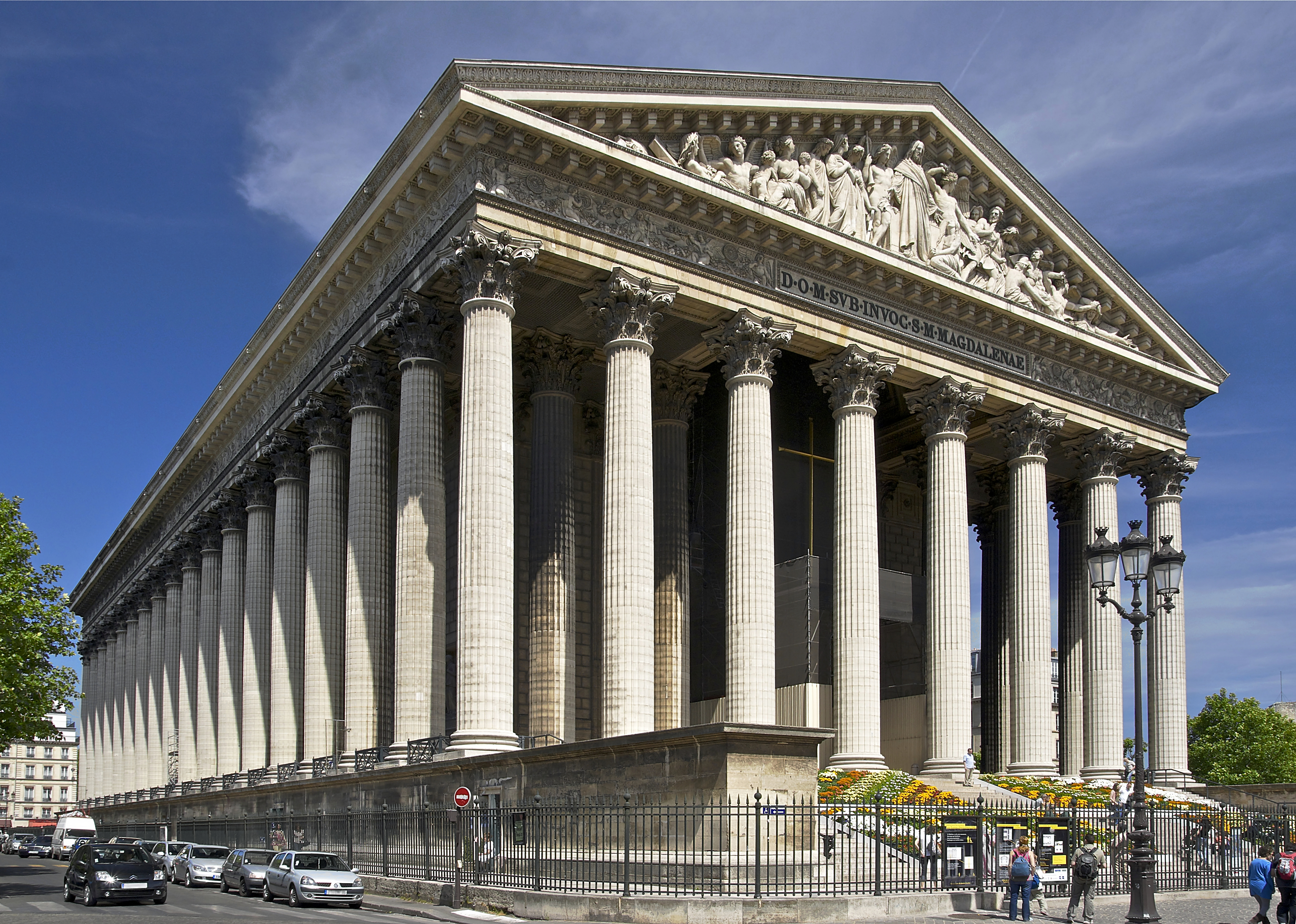
Biserica La Madeleine din Paris (1807)

Exemple de clădiri moderne care seamănă fidel cu forma antică a templului dreptunghiular se găsesc abia din secolul al XVIII-lea. Versiunile templului roman ca bloc discret includ La Madeleine din Paris (1807), acum o biserică, dar construită de Napoleon ca Temple de la Gloire de la Grande Armée („Templul Gloriei Marii Armate”), Capitoliul Statului Virginia, construit inițial între 1785 și 1788, și Primăria din Birmingham (1832–1834).
Mici temple circulare romane cu colonade au fost folosite de mai multe ori ca modele, fie pentru clădiri singure, mari sau mici, fie pentru elemente precum cupole ridicate pe cilindri, la clădirile pe un alt plan, ca Bazilica Sfântul Petru din Roma, Catedrala Saint Paul din Londra sau Capitoliul Statelor Unite.  Marele lor strămoș e Tempietto-ul lui Donato Bramante din curtea Bisericii San Pietro in Montoria din Roma, din circa 1502, care e admirat pe scară largă de atunci.
Chiar dacă marele naos circular cu cupolă a Panteonului, cu un portic convențional la intrare, e „unic” în arhitectura romană, a fost copiat de multe ori de arhitecții moderni. Versiunile includ biserica Santa Maria Assunta din Ariccia de Gian Lorenzo Bernini (1664), care a urmat lucrării sale de restaurare a originalului roman, Casa Belle Isle (1774) din Anglia și biblioteca lui Thomas Jefferson de la Universitatea din Virginia, Rotunda (1817–1826). Panteonul a fost cu mult cel mai mare și mai accesibil front clasic complet al templului cunoscut de Renașterea italiană și a fost exemplul standard când templele romane au fost reînviate.

## Templul lui Jupiter Optimus Maximus

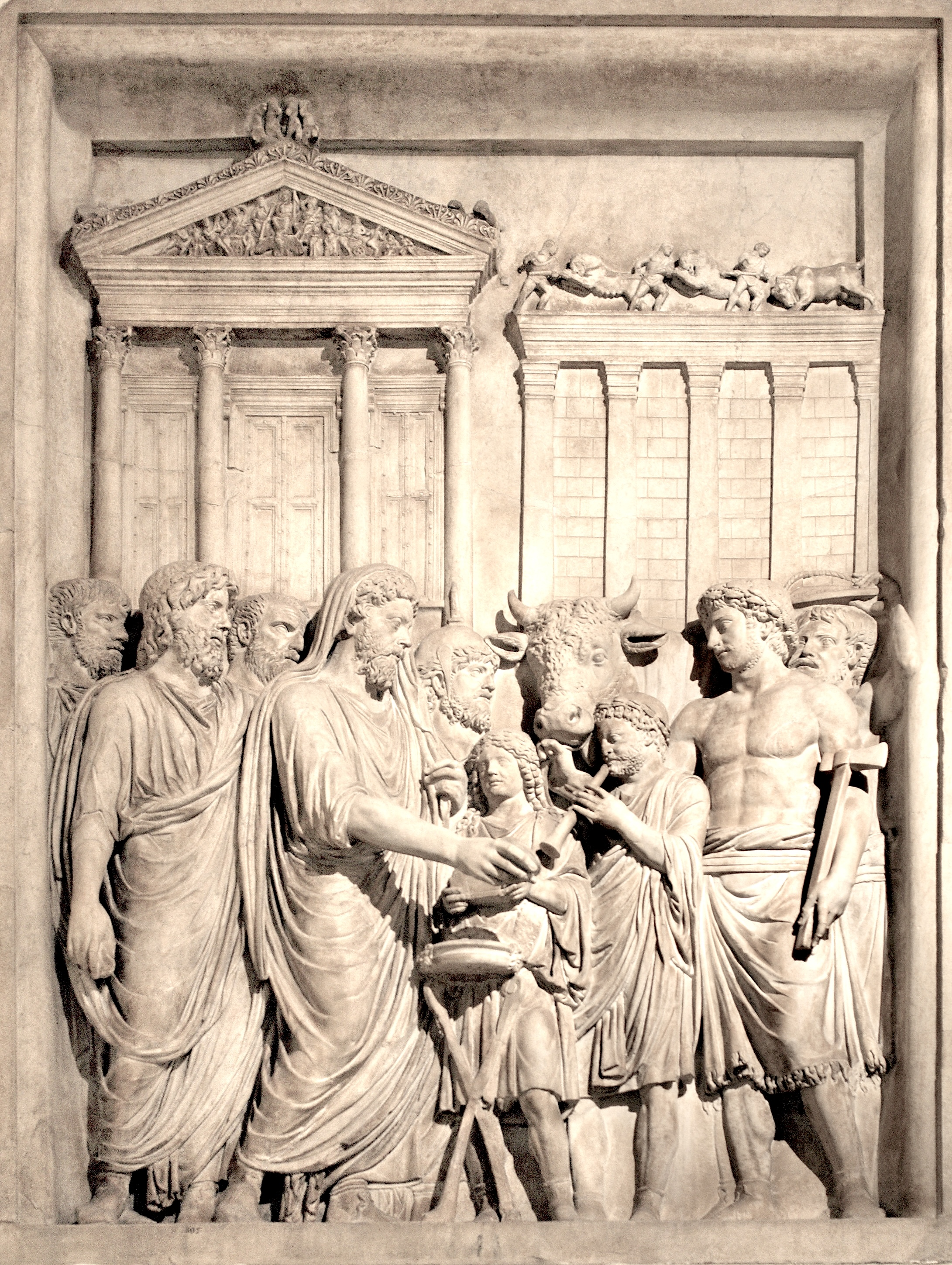
Relief cu Marcus Aurelius făcând un sacrificiu la al IV-lea templu (stânga)

Templul lui Jupiter Optimus Maximus de pe Colina Capitoliu a fost cel mai vechi templu mare din Roma, închinat Triadei Capitoline formate din Jupiter și zeitățile sale însoțitoare, Iuno și Minerva, și avea o poziție asemănătoare catedralei în religia oficială a Romei. A fost distrus de foc de trei ori și reconstruit rapid în stiluri contemporane. Prima clădire, dedicată în mod tradițional în 509 î.Hr., s-a pretins că ar fi avut aproape 60 m × 60 m, mult mai mare decât alte temple romane timp de secole, chiar dacă dimensiunea sa e puternic contestată de specialiști. Oricare ar fi fost dimensiunea sa, influența sa asupra altor temple romane timpurii a fost semnificativă și de lungă durată. Același lucru ar fi putut să se întâmple și cu reconstrucțiile ulterioare, chiar dacă aici influența e mai greu de urmărit.
Pentru primul templu au fost aduși specialiști etrusci pentru diferite aspecte ale clădirii, inclusiv realizarea și pictarea extensivelor elemente de teracotă ale ntablamentului sau ale părților superioare, cum ar fi antefixele. Dar pentru a doua construcție au fost chemați din Grecia. Reconstruirile după distrugerea prin incendiu au fost finalizate în 69 î.Hr., 75 d.Hr., iar în anii 80 d.Hr., sub Domițian - a treia clădire a durat doar cinci ani înainte de a arde din nou. După o expediere majoră de către vandali în 455 și îndepărtarea completă a pietrei în Renaștere, doar fundațiile pot să fie văzute acum, în subsolul Muzeelor Capitoliene. Sculptorul Flaminio Vacca (mort în 1605) a susținut că Leul Medici de mărime naturală pe care l-a sculptat ca să se potrivească unui exemplar romane care a supraviețuit, acum în Florența, a fost realizat dintr-un singur capitel din templu.

## Temple care au supraviețuit substanțial

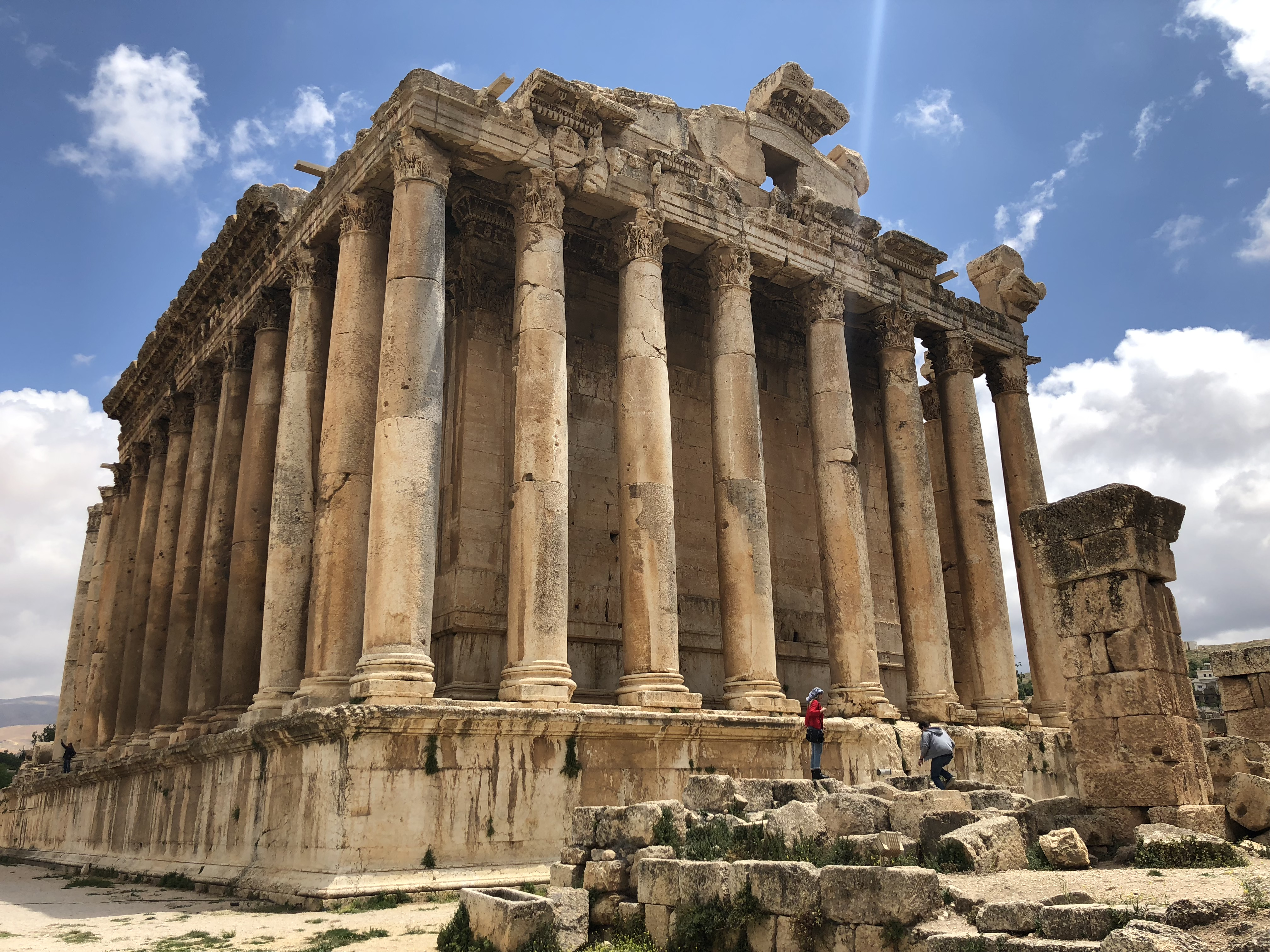
Templul lui Bacchus din Baalbek (Liban)

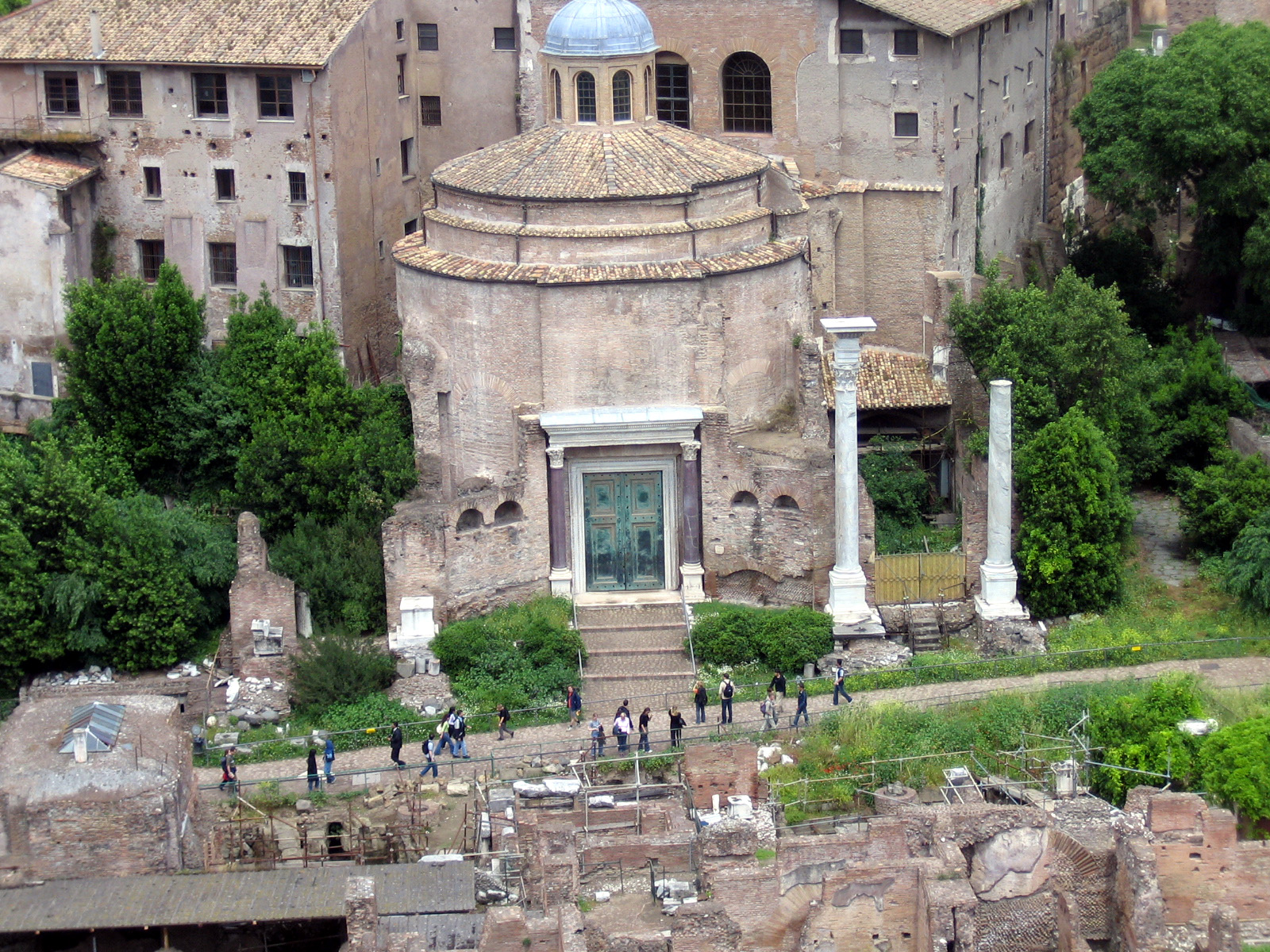
Priveliște cu Templul lui Romulus, de pe Dealul Palatin

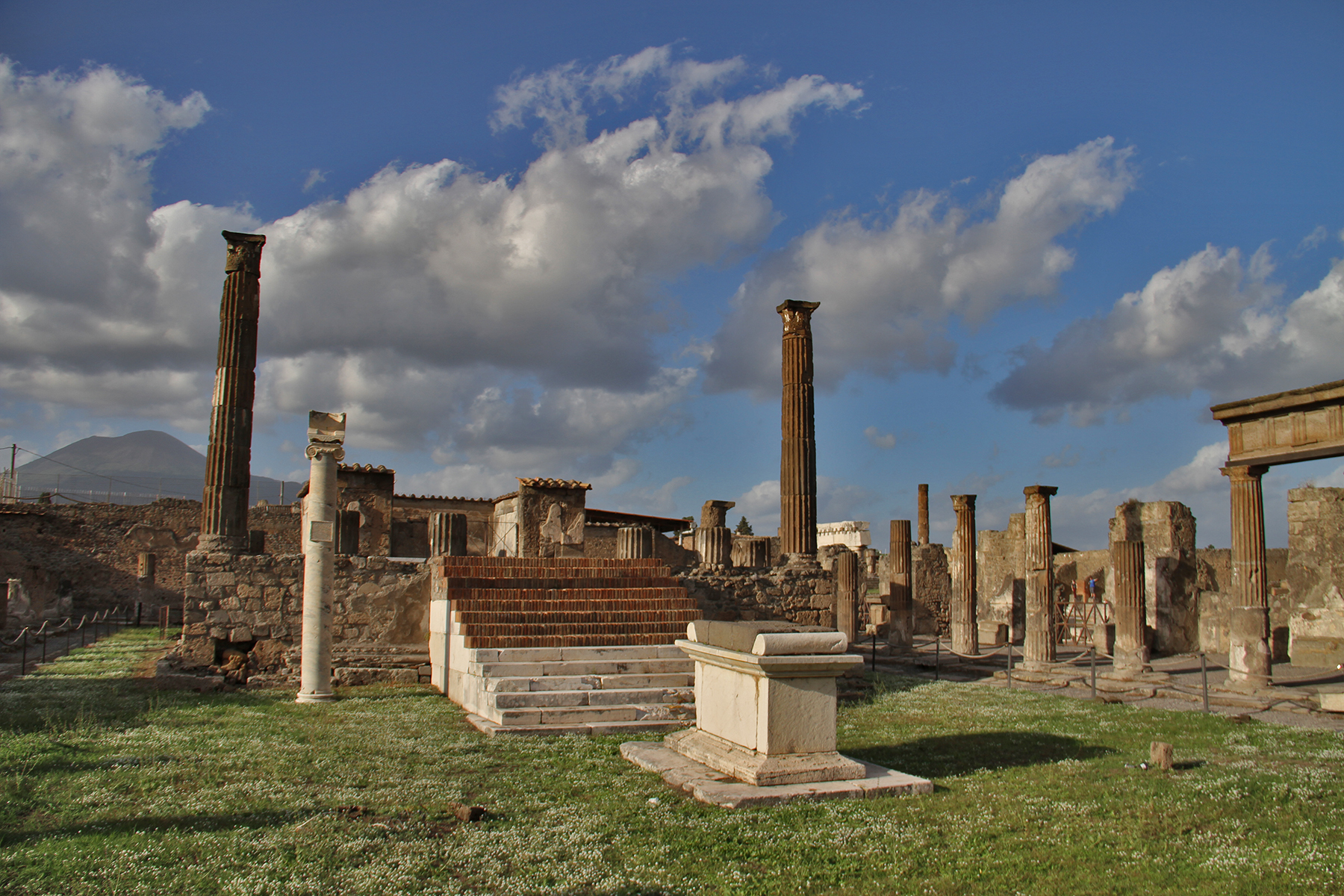
Templul lui Apollo din Pompeii. Vezuviul este în stânga extremă

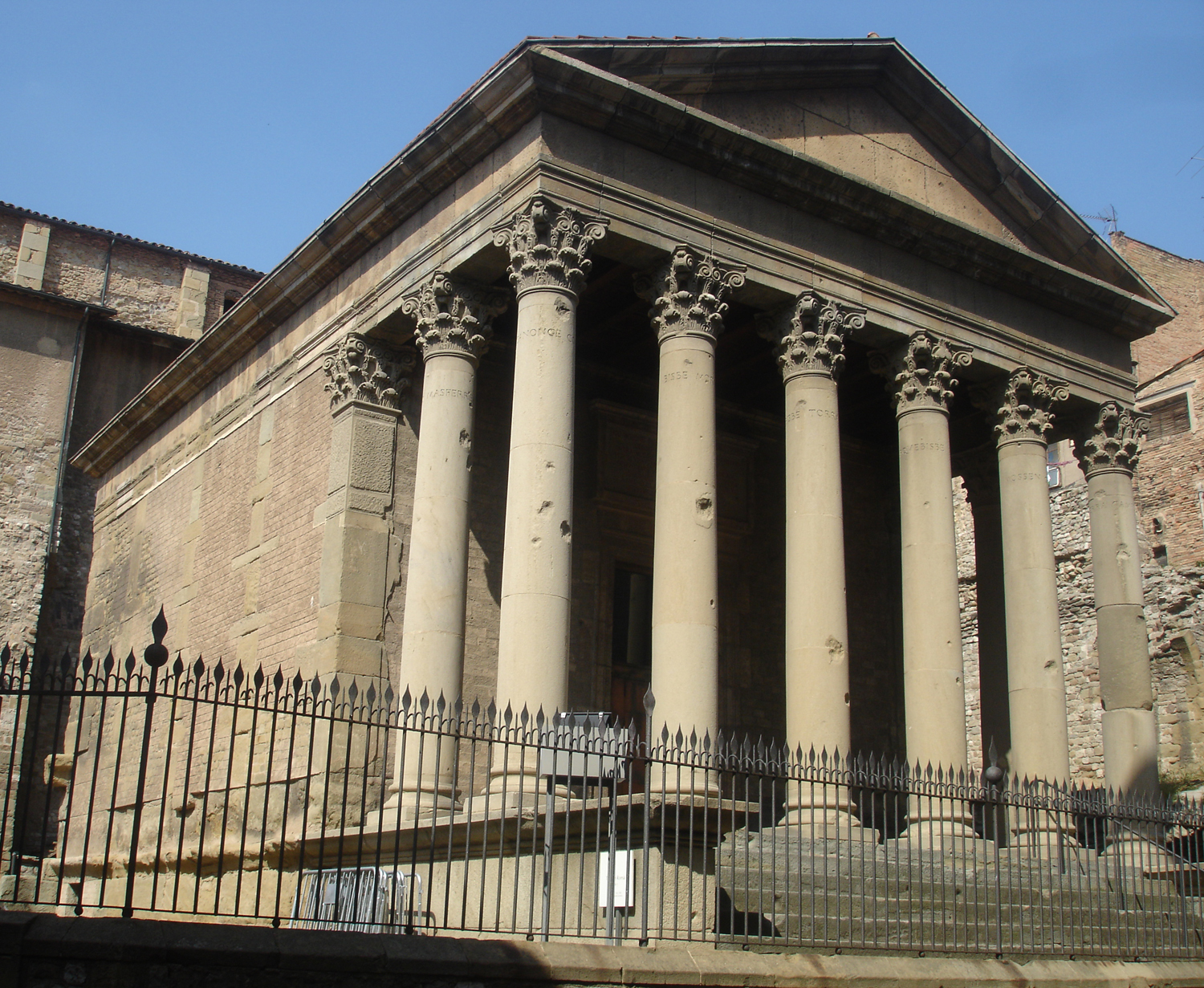
Templul roman din Vic, partea originală, cu părți restaurate

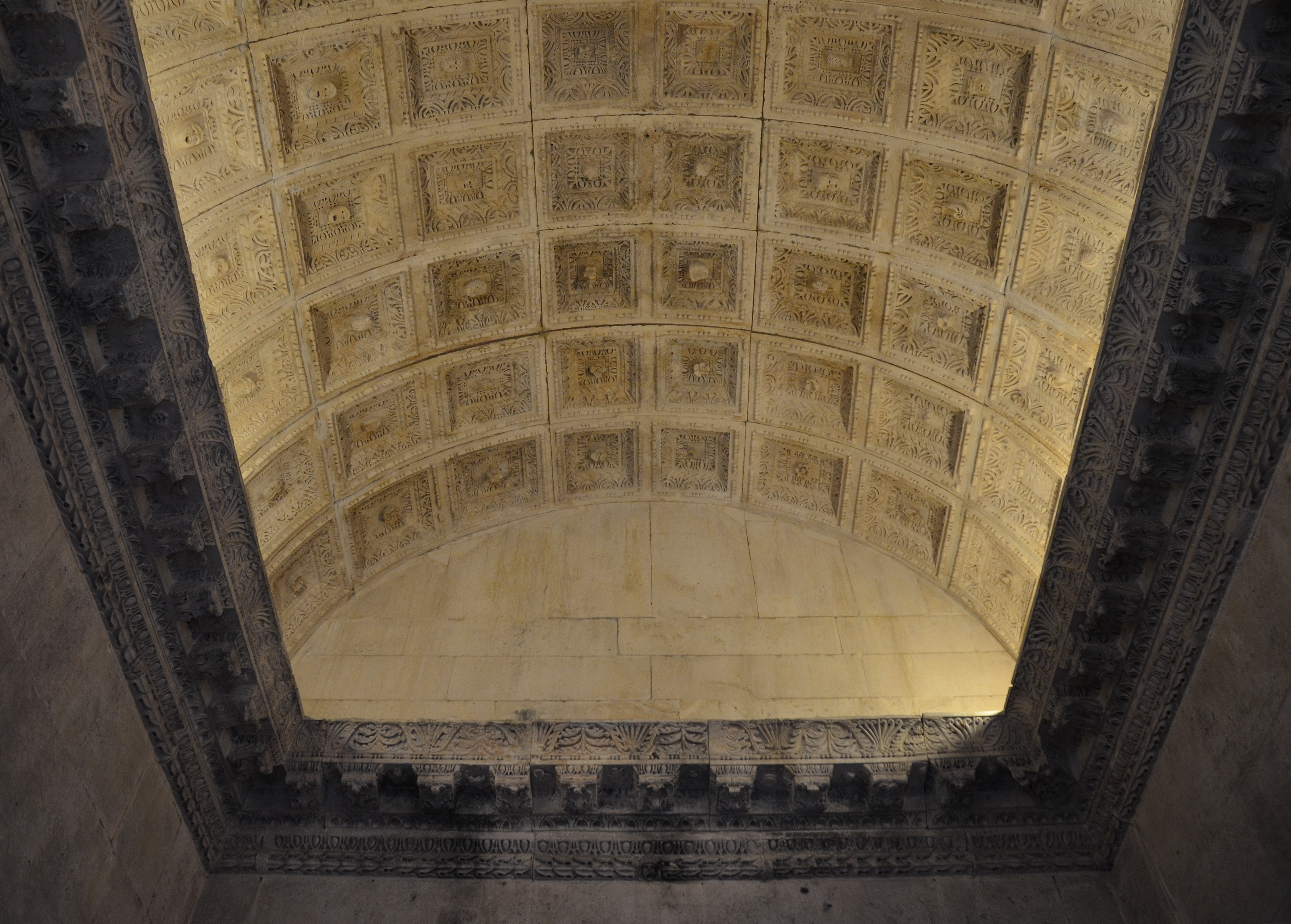
Tavanul Templului lui Jupiter, în Palatul lui Dioclețian din Split (Croația)

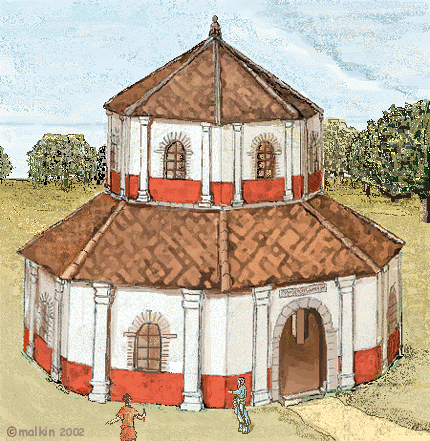
Reconstrucție a unui templu romano-celtic din Somerset

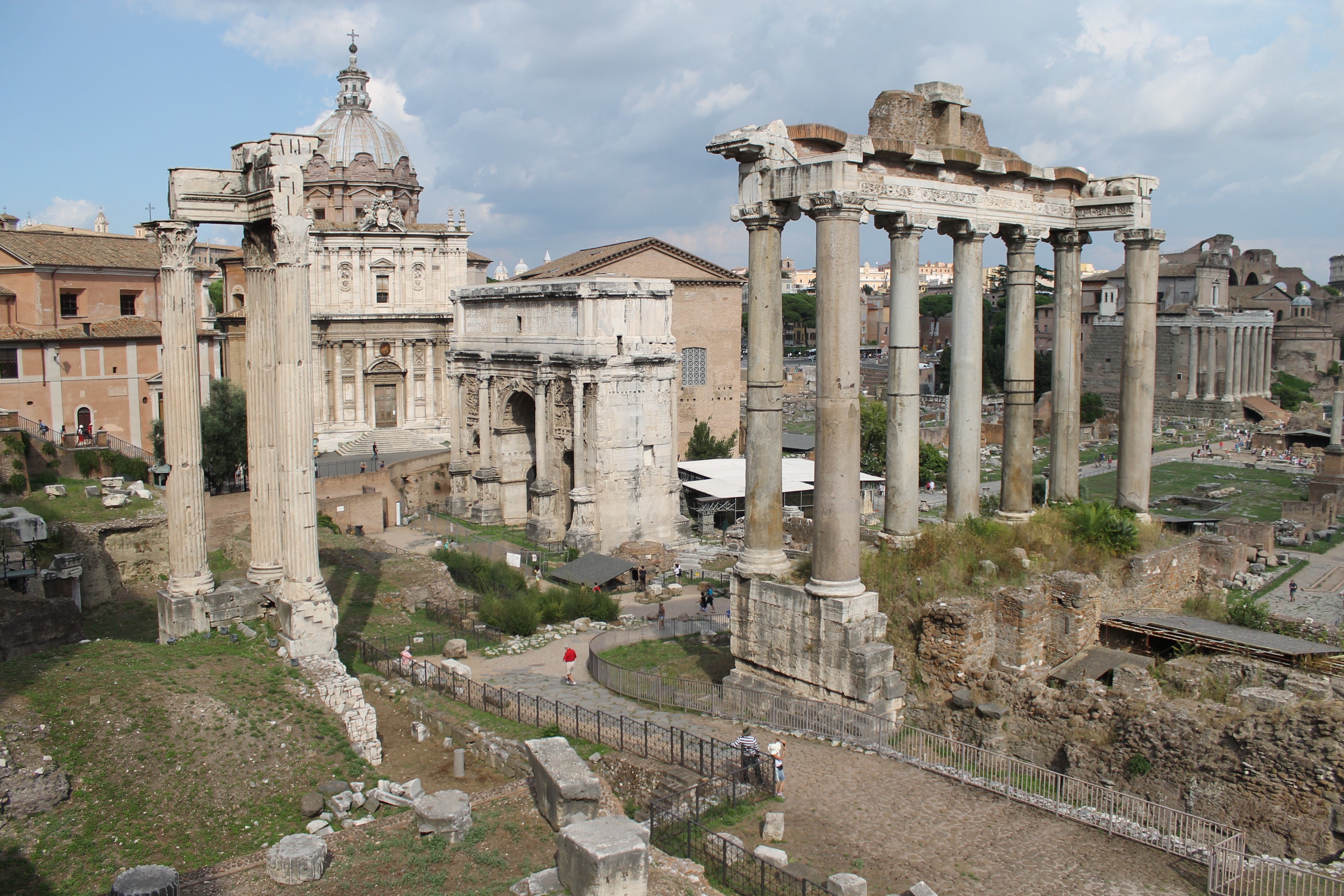
Templul lui Saturn din Forumul Roman, cu 8 coloane impresionante și arhitrava de pe ele

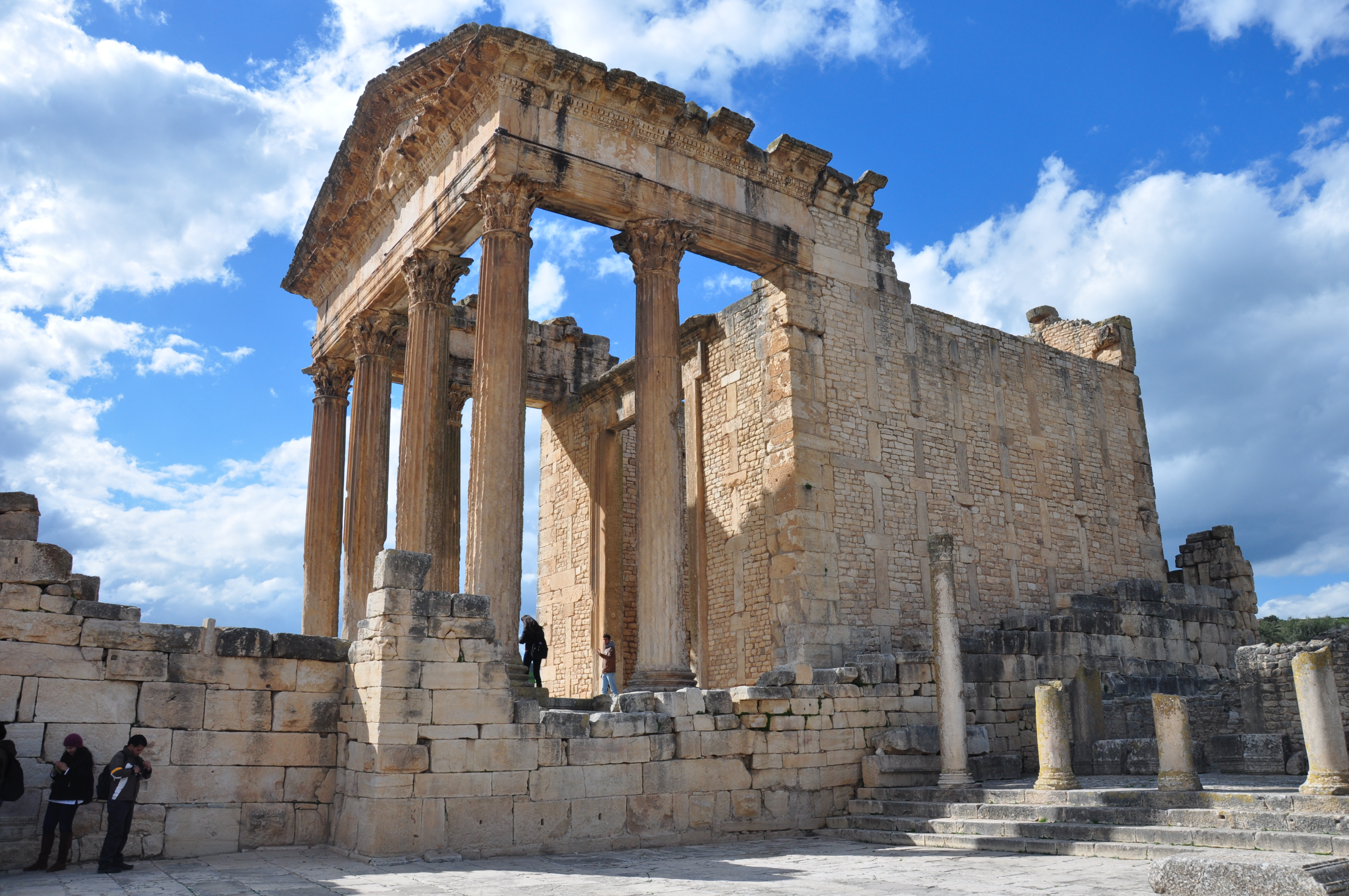
Capitoleumul din Dougga (Tunisia)

Majoritatea celor mai bune temple care supraviețuit au fost convertite în biserici (și, uneori, mai târziu, în moschei), unele rămânând așa. De multe ori porticurile erau zidite între coloane, iar pereții frontali și laterali originali ai naosului erau îndepărtați în mare parte astfel încât să fie creat un spațiu mare în interior. Zonele rurale din lumea islamică au câteva rămășițe bune, care au fost lăsate în mare parte netulburate. În Spania, unele descoperiri remarcabile (în Vic, Cordoba, sau Barcelona) au fost făcute în secolul al XIX-lea, când clădirile vechi în curs de reconstruire sau demolare s-au dovedit să conțină rămășițe mari înglobate în clădiri ulterioare. În Roma, Pula și în alte părți unele ziduri încorporate în clădirile ulterioare au fost mereu evidente. Blocurile pătrate ale zidurilor templelor au fost mereu atrăgătoare pentru constructorii ulteriori pentru refolosirea la alte construcții, în timp ce bucățile mari de coloane masive erau mai puțin ușor de îndepărtat și folosit; prin urmare, podiumul, minus orientat, și unele coloane sunt adesea tot ceea ce rămâne. În majoritatea cazurilor, au fost îndepărtate bucăți de piatră libere de la sit, iar unele precum capitelurile pot să fie găsite în muzeele locale, împreună cu obiecte non-arhitecturale excavate, cum ar fi statuete votive de teracotă sau amulete, care se găsesc de multe ori în cantități mari. O parte foarte mică din cantitățile semnificative a sculpturilor mari care inițial decorau temple a supraviețuit.
În Roma
- Panteonul sau Templul Tuturor Zeilor, unic printre templele romane, dar ulterior imitat de multe ori. Cu ușurință cel mai impresionant și complet interior pentru a supraviețui.
- Templul lui Hercule Victor, templu circular timpuriu, în mare parte complet
- Templul lui Portunus sau „Templul Fortunei Virilis” - exterior ionic foarte complet, lângă Santa Maria in Cosmedin și Templul lui Romulus
- Templul lui Romulus - exterior circular foarte complet, începutul secolului al IV-lea, în Forumul Roman
- Templul lui Antoninus și al Faustinei - mijlocul clădirii supraviețuiește ca biserică, inclusiv părți ale frizei, în Forumul Roman
- Templul lui Hadrian - în Câmpul lui Marte - un zid imens cu 11 coloane, acum încorporat într-o clădire ulterioară
- Templul Vestei - mic templu circular, parte completă, în Forumul Roman
- Templul lui Saturn - 8 coloane impresionante cu arhitrava pe ele rămân în picioare, în capătul vestic al Forumlui Roman
- Templul din Bellona (Ostia  - micul templu din cărămidă din stradă din port

În restul lumii
- Palestrina, Sanctuarul Fortunei Primigenia, un complex mare care duce la un altar mic
- Templul lui Apollo din Pompeii, neobișnuit, elementele mai mici păstrându-se cel mai bine și forumul din jur
- Templul Vestei din Tivoli, așa-numitul circular
- Capitoliul din Brixia (Brescia), îngropat de o alunecare de teren și parțial reconstruit
- Maison Carrée din Nîmes (sudul Franței), unul dintre cele mai complete temple
- Templul lui Augustus și al Liviei din Vienne (Franța), exterior în mare parte complet
- Templul lui Augustus din Pula (Croația), în mare parte complet; un zid mare dintr-un alt templu face parte din primăria de alături
- Templul roman din Évora (Portugalia), rămășițe parțiale impresionante ale unui mic templu, cu podium și coloane, dar fără naos
- Templul lui Jupiter din Palatul lui Dioclețian, din Split (Croația). Mic, dar foarte complet, printre alte clădiri romane, din circa 300. Cel mai neobișnuit, tavanul arcuit, ca o jumătate de butoi, e intact.
- Templul roman din Alcántara (Spania), mic, dar complet
- Templul roman din Vic (Spania). Reconstruit substanțial, după ce a fost găsit acoperit de un castel.
- Templul roman din Córdoba (Spania). Baza și 11 coloane corintice, găsite în interiorul clădirilor ulterioare.
- Templul lui Bacchus din Baalbek (Liban), o destinație cunoscută de pelerinaj exotic „baroc”, foarte bine conservată, inclusiv în interior.[37]
- Templele lui Jupiter și Venus din Baalbek
- Templul lui Artemis din Jerash (Iordania); rămășițe parțiale ale altor două temple
- Situl arheologic din Sbeitla (Tunisia), trei mici temple la rând pe forum, alături de multe alte ruine ale orașului.
- Dougga din Tunisia, mai multe temple în ruine extinse ale orașului, două cu rămășițe substanțiale.